# Turneria arbusta
Turneria arbusta är en myrart som beskrevs av Steven O. Shattuck 1990. Turneria arbusta ingår i släktet Turneria och familjen myror. Inga underarter finns listade i Catalogue of Life.